# Fischer-projekció

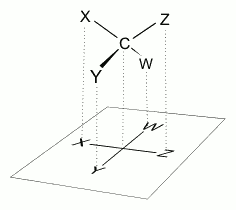

A fenti kép "A" helyére kerül a vonalak metszésében található szénatomhoz kapcsolódó legoxidáltabb csoport, a "B"-helyre pedig a lánc folytatása.

A Fischer-projekció a kémiában (azon belül is elsősorban a szerves kémiában és a biokémiában) használt ábrázolásmód, melynek segítségével egy háromdimenziós molekulaszerkezet vetítéssel (projekcióval) két dimenzióban ábrázolható. A kötéseket függőleges és vízszintes vonalak jelképezik oly módon, hogy a szénlánc mindig egy függőleges vonal, a szénatomok helyét pedig a vonalak metszéspontja jelzi. Az egyes számú szénatomot rajzolják legfelülre. A módszert kidolgozójáról, Emil Fischerről nevezték el.
Mivel a Fischer-projekció vízszintes vonalai a megfigyelő felé (tehát az ábrázolás síkja fölé) mutató kötéseket jelképezik, a projekció nem forgatható el (2n+1)×90°-kal az ábrázolás síkjában, mert így megváltozna a kötések egymáshoz képesti térbeli elhelyezkedése (orientációja), tehát a molekula az enantiomerjébe menne át.
A Fischer-projekciót tipikusan a monoszacharidok ábrázolására használják, de aminosavak és még néhány más biomolekula ábrázolására is használatos. Mivel a Fischer-projekció a molekula háromdimenziós szerkezetét mutatja be, legjobban enantiomerek közötti eltérések bemutatására alkalmas.

## Lásd még
- Haworth-projekció
- Newman-projekció
- Natta-projekció
- Sztereokémia
- Kiralitás

## Forrásjegyzék
- Dr. Csermely Péter et al. (2005) Bioorganikus kémia. Budapest: Semmelweis Kiadó.